# Siodło (pod Skrzycznem)
Siodło (743 m n.p.m.) – wyraźna, głęboka przełęcz pomiędzy szczytami Skrzycznego na południu i Skalitego na północy w Beskidzie Śląskim.
W kierunku północno-zachodnim na stronę doliny Żylicy spod przełęczy opada dość łagodnie ciąg polan z kilkoma przysiółkami osiedla Skalite, należącego do Szczyrku. Stoki opadające na południowy wschód, ku dolinie Potoku Granicznego są stromsze i porośnięte lasem. Przełęcz nie ma znaczenia komunikacyjnego.
Przez przełęcz prowadzą znaki czerwone szlaku turystycznego z Buczkowic w kierunku szczytu Skrzycznego. W kierunku północnym i północno-zachodnim rozciąga się z przełęczy widok na centrum Szczyrku, dolinę Biłej i górujący nad nią masyw Klimczoka.